# Новогригорівська
Новогригорівська (рос. Новогригорьевская) — станиця в Іловлінському районі Волгоградської області Російської Федерації.
Населення становить 736 осіб. Входить до складу муніципального утворення Новогригор'євське сільське поселення.

## Історія
Станиця розташована у межах українського історичного та культурного регіону Жовтий Клин.
Від 1965 року належить до Іловлінського району.

## Населення
| 2010 |
| ---- |
| 736  |